# Pachycerianthus solitarius
Pachycerianthus solitarius är en korallart som först beskrevs av Rapp 1829.  Pachycerianthus solitarius ingår i släktet Pachycerianthus och familjen Cerianthidae. Inga underarter finns listade i Catalogue of Life.